# De mères en filles (mini-série)

De mères en filles (A Will of Their Own) est un téléfilm américain en deux parties réalisé par Karen Arthur et diffusé en 1998.

## Synopsis
La vie d'une lignée de femmes courageuses au XXe siècle...

## Fiche technique
- Réalisation : Karen Arthur
- Scénario : Susan Nanus, Susan Richards Shreve, Lynn Roth
- Musique : David Michael Frank

## Distribution
- Lea Thompson : Amanda Steward
- Thomas Gibson : James Maclaren
- Reiko Aylesworth : Annie Jermaine
- Tovah Feldshuh : Mrs. Rubenstein
- Michael Muhney : William Steward
- Diana Scarwid : Crystal Eastman
- John Shea : Jonathan Abbott
- Lois Smith : Miss Maude
- Elizabeth Marvel : Diana
- David New : Martin
- Larry Pine : Charles Steward
- Sonia Braga : Jessie Lopez de la Cruz
- Faye Dunaway : Margaret Sanger
- Ellen Burstyn : Veronica Steward
- Eric McCormack : Pierce Peterson
- Paris Jefferson : Sarah Abott Peterson
- Tony Auck : Mike Peterson (4 ans)
- Charlotte Ross : Susan Peterson
- Sofia Bergfeld : Sarah (3 ans)
- Emmy Rossum : Sarah (10 ans)
- Barbara E. Robertson : Maria Jermaine
- Jacqueline Williams : Melvina Jones
- Tim Snay : Henry Cabot Lodge
- Honore Ashcraft : Madame Celeste
- Peggy Freisen : Mrs. J. P. Morgan
- Deanna Dunagan : professeur d'histoire
- Amy Loui : Rhetta Dorr
- Craig Hawksley : gardien
- James Anthony : directeur de la banque
- Barry Thompson : Jimmy
- Brittany Renee Finamore : Amanda (7 ans)
- Cory Satepalhoodle : Lune Blanche (9 ans)
- Amy Ryan : Carrie Baker
- Hollis Huston : Sheriff
- Blake Vaughan : Lune Blanche (19 ans)
- David New : Martin
- Karin Anglin : Isobel
- Thomas Green V : Freddy
- Colin Lane : Edward Steichen
- David Geha : médecin militaire
- Patrick Belton : Harry
- J.P. Brennan : pharmacien
- Brad Stephenson : Sergent Billy
- Michael Solomon : Reilly
- Malgorzata Zajaczkowska : Mrs. Krakowski
- Cynthia David : une militante avortement
- Audra Sherman : une militante avortement
- John Durbin : Sweatshop Foreman
- Harry Governick : Pawnbroker
- Delia Schindler : Landlady
- Agnes Wilcox : Imogene
- Wade W. Blackwell : Arlington Lieutenant
- Salena Braun : jeune Maria (11 ans)
- Devon Arielle Cahill : Susan
- Richard Cotovsky : Allen Ginsburg
- Amy Farrington : Loretta
- Michael Gabriel Goodfriend : Jeffery Carlson
- Alan Knoll : Reporter
- Oni Faida Lampley : Dr. Georgette Taylor
- Jen Loui : MET Photographe
- Steven Petrillo : réalisateur
- Will Shaw : Doyen fac de médecine
- Alex Skuby : Pete
- Jennifer Zoe Williams : Attachée
- Joe Erker : Agent FBI
- Patrick Clark : Photographe
- Robert Nolan Clark : Big Jim
- J. Alan Hall : Ship Steward
- Nancy Ingoldsby : Reporter
- Emily A. Lochmann : la Bohémienne
- Hayden Panettiere : jeune fille
- Wayne Stemmler : danseur au bal
- Todd Kennedy Mattson : Photographer
- Kate Duncan : Immigrant
- Anthony Mullin : Butler
- Marshelle Fair : homme outragé
- Brock Roberts : étudiant 1
- Will Schmitz Jr. : Doorman
- Dan Stevens : Band Leader